# Lotru
O Lotru é um tributário direito do rio Olt, na Romênia. Sua nascente encontra-se nas Montanhas Parâng. Conflui com o Olt próximo à cidade de Brezoi. Atravessa as comunas de Voineasa e Malaia e a cidade de Brezoi.

## Afluentes
Os seguintes rios são tributários do rio Lotru:
Esquerda: Găuri, Groapa Seacă, Pravăţ, Tunari,  Valea Tâmpei, Pârâul Balului,  Sărăcinul Mare, Sărăcinul de Mijloc, Sărăcinul Mic, Goaţele, Goaţa Mică, Şteaza, Haneş, Balindru, Furnica Mare, Stricatu, Hoteagu, Dobrun, Tumurel,  Valea Pietrei, Pârâul Mare, Voineşiţa, Vătafu, Pârâul Carpenilor, Măceşu, Rudari, Pârâul Ursului, Păltinoasa, Luntrişoara Valea Rea, Valea Priboilor, Teiu, Runcu, Păscoaia, Valea Caprei, Vasilatu e Dobra
Direita: Coasta, Valea Lacului, Izvorulcu Hotar, Cărbunele, Ştefanu, Mirăuţu, Mierul, Pârâul Stânei, Padina, Pârâul Scurt, Miru, Pârâul Sec, Pârâul Mioarelor, Bora, Vidra, Vidruţa, Chioara, Valeacu Fagi, Trăznetu, Şteileu, Padina Ursului, Râmna, Runculeţ, Buta, Mânăileasa, Moşu, Pârâul Cărării, Lupul, Larga, Prejbuţa, Latoriţa, Mălaia, Bucureasa Mare, Valea Satului, Grotu, Valea Izvorului, Pleştioara, Sturişori, Nicula, Saşa, Sila, Suhăioasa, Valea lui Stan, Mesteacănu, Valea Satului, Valea Seacă e Dăneasa